# Martin Riggs
Martin Riggs è un ufficiale di polizia immaginario, protagonista della saga di Arma letale. Il personaggio è interpretato dall'attore Mel Gibson ed è stato annoverato tra i 100 Greatest Movie Characters della rivista Empire alla centesima posizione. Nella serie TV Lethal Weapon è interpretato da Clayne Crawford.

## Biografia

### Carriera militare
Riggs si arruola nelle Forze Armate Americane all'età di 19 anni come membro delle Forze Speciali, ricevendo un addestramento specializzato nell'uso delle armi e nel combattimento corpo a corpo. Queste abilità gli risulteranno utili una volta diventato ufficiale di polizia. La maggior parte del tempo che Riggs trascorre nelle Forze Speciali lo svolge in Vietnam, dove presta servizio come assassino per conto della CIA nel Phoenix Program. Per quanto le sue abilità come killer addestrato più tardi gli causeranno rimorsi e pesi di coscienza, parlerà al riguardo della faccenda come ...l'unica cosa nella quale ero veramente bravo.

### Morte della moglie
Nel 1984, dopo 11 anni di matrimonio, la moglie Victoria Lynn muore in un incidente d'auto, scaraventando Riggs in una profonda depressione. Spinto al margine del dolore e della rabbia, si mette regolarmente in situazioni a rischio coinvolgendo così chiunque gli stia vicino, nella segreta speranza di rimanere ucciso, poiché incapace di commettere suicidio di sua iniziativa. Il fattore iniziale della morte della moglie porta Riggs a un limite tale da provare indifferenza per la vita e la morte stessa, e questa lo "avvantaggia" in confronti diretti e in situazioni come sparatorie e operazioni ad alto rischio.
Alla fine del primo film il personaggio ha risolto parecchie delle sue tendenze suicide, ammettendo anche al collega di "non essere pazzo". Nel secondo film, si verrà a scoprire che la moglie non è morta in un casuale incidente, ma è stata uccisa per errore al posto di Riggs da Pieter Vorstedt, il mercenario sudafricano al soldo di Arjen Rudd, il tutto a causa delle indagini della narcotici di Los Angeles che stavano arrivando troppo vicini ai loro traffici di droga.

### Carriera in polizia
Riggs è un agente di polizia del Los Angeles Police Department. All'inizio del primo film viene trasferito dalla sezione narcotici alla omicidi, in seguito ad una compravendita di droga come agente in incognito, che sfocia in una sparatoria nella quale viene coinvolto. Viene affiancato al veterano Roger Murtaugh, nella speranza che il collega anziano possa in qualche modo riportare in riga l'indisciplinato Riggs. Dopo un inizio difficoltoso, nel quale Riggs viene coinvolto in alcuni episodi limite che animano le ire e preoccupazioni del collega anziano, i due diventano buoni amici e legano in maniera profonda. Riggs sarà soprattutto protagonista del salvataggio della figlia di Murtaugh, Rianne, che è stata rapita dal Generale McCallister per costringere i due poliziotti a desistere dal tentativo di fermare i loro traffici di droga.
Nel corso del secondo film, Riggs e Murtaugh vengono incaricati di proteggere Leo Getz, un riciclatore di denaro sporco che deve testimoniare in un processo contro dei funzionari sudafricani per un grosso traffico di stupefacenti; nel corso di questo caso, Riggs viene a conoscenza della reale causa della morte della moglie, e nel fermare i diplomatici sudafricani che riciclano denaro, compie assieme anche la sua vendetta.
All'inizio del terzo film, Riggs si adopera da solo e senza esperienza alcuna per disattivare un'auto-bomba nel parcheggio interno di un palazzo. Accompagnato dal collega, fallisce e fa detonare l'ordigno che rade al suolo il palazzo stesso. A causa di questo, lui e Murtaugh vengono degradati ad agenti semplici. Riguadagnano i gradi di sergente quando sventano un furto a un portavalori.
Nel quarto film, lui e Murtaugh vengono promossi capitani non per meriti, ma perché nessuna compagnia assicurativa è più disposta a coprire il dipartimento di polizia a causa degli ingenti danni causati dai due quindi, non potendo licenziarli, per tenerli lontano dalle strade il dipartimento può solo promuoverli. Nonostante questo, non fermano le proprie indagini e sgominano una banda di falsari cinesi che sta cercando di portare i Quattro Padri della Triade negli Stati Uniti. Alla fine del film, i due verranno nuovamente degradati a sergenti.

### Relazioni
Dopo essere tornato dal Vietnam Riggs sposa Victoria Lynn, con la quale trascorrerà 11 anni di matrimonio, fino alla morte della donna per mano di Vorstedt.
Nel secondo film Riggs si innamorerà della bella Rika Van Den Haas, la segretaria del corrotto Arjen Rudd, con la quale vivrà una breve ma profonda storia d'amore durata una sola notte poiché la ragazza verrà catturata la sera stessa da Vorstedt (lo stesso che ha ucciso Victoria) ed annegata nel Los Angeles River. È in quell'occasione che Vorstedt confiderà a Riggs (legato ed imbavagliato) di aver ucciso anche Victoria. Di lì a poco però Riggs avrà la sua vendetta.
Nel corso delle indagini del terzo film, Riggs conosce l'ufficiale degli affari interni Lorna Cole (interpretata da Rene Russo), e dopo un inizio non molto amichevole, i due cooperano insieme per sgominare dei trafficanti di armi. Nel corso di questa indagine, i due sviluppano un'attrazione l'uno per l'altra e s'innamorano. Riggs all'inizio ha dei dubbi sia per il grado che l'agente Cole rappresenta, sia perché dentro di sé non vuole tradire la moglie deceduta. Nel corso del 4° film, la loro relazione è molto solida, e si viene a sapere che Lorna è incinta. Prima che questa partorisca, i due si sposano ufficiosamente, dopo che Riggs ha vinto le sue paure confidando il suo amore per Lorna alla moglie defunta, dopo un commovente discorso davanti alla sua tomba.

### Equipaggiamento e abilità
La principale arma da fuoco utilizzata da Martin Riggs in tutti e 4 i film è una Beretta 92FS (nel primo, serie 92F) calibro 9x19 Parabellum. Grazie allo speciale addestramento nelle United States Army Special Forces, Riggs dimostra una notevole dimestichezza e abilità con quest'arma, tanto da essere in grado di "disegnare" un perfetto smiley al poligono di tiro, con il bersaglio a una distanza di 50 metri circa. Nel corso dei film viene visto utilizzare anche altre armi, per lo più recuperate da nemici uccisi. Nel primo film, ad ogni modo, utilizza un Heckler & Koch PSG-1 quando lui e Murtaugh cercano di liberare Rianne. Con questo fucile di precisione, Riggs riesce da una distanza di circa 200 metri a colpire e uccidere numerosi scagnozzi del generale McCallister, con una precisione millimetrica. Questa sua dote come tiratore verrà spiegata da Riggs stesso quando racconterà di aver ucciso con il suo fucile in Laos un uomo ad una distanza di 900 metri con vento forte, "qualcosa che forse 8 o 10 persone al mondo sarebbero stati in grado di fare".
Riggs è anche addestrato nel combattimento corpo a corpo, ed è un esperto di varie arti marziali; complessivamente Riggs ha conoscenze di Judo, Boxe, 52 Blocks, Muay Thai, Capoeira, Escrima, Wing Chun, Ju jitsu brasiliano, Taekwondo e Taijiquan e queste sue doti lo aiuteranno in più di un'occasione come nella fuga dalla sala delle torture di McCallister, quando eliminerà diversi mercenari ed ex agenti CIA a mani nude. Nella scena finale del primo film, Riggs si confronterà faccia a faccia con Joshua, che all'epoca del Vietnam faceva parte del suo stesso reparto speciale e che ha quindi lo stesso addestramento specifico: è in questa parte del film che si vedranno effettivamente tutte le sue doti nel combattimento corpo a corpo, e in nessuno degli altri film queste sue doti verranno messe così in evidenza, difatti dal terzo film in poi le sue capacità caleranno drasticamente.
In tutti e 4 i film, Riggs possiede un pick-up GMC di grosse dimensioni, sempre di colore nero, ma in ognuno degli episodi è un modello differente, quasi sempre corrispondente agli anni di produzione del film. Quello che ha avuto un ruolo più significativo rispetto agli altri, è il GMC Sierra 3500 dell'89 che compare nel secondo episodio, con il quale Riggs sradica le fondamenta della "palafitta" dove ha sede il consolato sud-africano, e facendo crollare la casa stessa. Negli episodi successivi, i pick-up di Riggs fanno solo comparse senza particolare rilevanza. Oltre al suo pick-up personale, Riggs utilizza spesso una vettura di ordinanza. Nel primo episodio è una Plymouth Gran Fury dell'80, ma è visibile solo in due scene; la prima mentre Riggs si reca ad affrontare il cecchino che terrorizza i bambini della scuola (scena presente solo nel director's cut) e nel garage del dipartimento, posteggiata accanto alla vettura di Murtaugh. Nel quarto film è possibile vederlo alla guida di una Ford Crown Victoria del '98, mentre in alcune altre scene guida un modello del '92.

### Aspetto
Nei primi tre film Riggs si presenta come un giovane uomo di media statura, in forma e con un aspetto trasandato: porta i capelli lunghi fino alle spalle, mai pettinati, ed indossa quasi sempre abiti giornalieri come camicie, felpe o giubbini, tanto che durante il loro primo incontro Murtaugh lo scambierà per un criminale. Nel quarto film ha i capelli rasati ed adotterà un look più consono al suo ruolo di ufficiale di polizia. Ha un tatuaggio sul braccio destro, simbolo dei berretti verdi.

### Caratteristiche personali
Riggs vive in una roulotte di grosse dimensioni sulla Pacific Coast Highway. Nel secondo film, questa viene distrutta dagli uomini di Arjen Rudd durante un raid in elicottero. Nel terzo ne acquista un'altra e la fa ampliare con una sorta di veranda e una parte fissa dietro, e i lavori vengono curati dallo stesso che ha ristrutturato la casa di Murtaugh nel secondo. Nel 4° film, si potranno vedere i lavori completi.
Ha una spalla che può slogare e rimettere in sesto a suo piacimento, benché non sia tecnicamente spiegato come ciò sia possibile. Questa caratteristica la usa spesso come giochetto per divertire i compagni di lavoro, dimostrando come è in grado di togliersi una camicia di forza proprio grazie a questa sua peculiarità. Gli torna comunque utile nel secondo film quando viene legato e scaraventato sott'acqua dagli uomini di Rudd, dove si salva slogandosi la spalla e sfilandosi una sorta di camicia di forza alla quale è stato costretto. Questo elemento emerge la prima volta nel secondo film, nel terzo e nel quarto viene solo citato; nel 3° film quando Riggs vola giù con una motocicletta da una sopraelevata in costruzione, e a causa della caduta attraverso alcune assi di legno è costretto a rimettere in sesto la spalla dando una forte botta contro una trave, e nel 4° dove, combattendo con Wah Sing Ku (interpretato da Jet Li) viene ferito e nuovamente è costretto alla dolorosa manovra di riassestamento della spalla.
Ama i cani. In tutti i film possiede un cane di piccola taglia dal pelo lungo. Nel terzo film si ritrova a fronteggiare un rottweiler messo a guardia di un magazzino di armi illegali, ma non è capace di sparargli, giustificandosi dicendo: "Non posso sparare a un cane. Ai Cristiani sì, ma cani no". Alla fine, conquistati i favori dell'animale, il cane fugge con loro e lo si potrà vedere come animale domestico di Riggs e Lorna nel 4° film.
Riggs è un fan dei Three Stooges.

## Riconoscimenti
Martin Riggs è stato annoverato tra i 100 Personaggi più Grandi dei Film dalla rivista Empire alla centesima posizione. La rivista motiva la scelta per il carisma del personaggio portato in scena da Gibson, che convincerà perfino Franco Zeffirelli a sceglierlo come interprete del suo Amleto. Il regista fiorentino rimase infatti impressionato dalla scena del quasi suicidio di Riggs, quando il personaggio si punta la Beretta contro ed è ormai sul punto di premere il grilletto. La rivista spiega come Riggs "trasmetta la disperazione di un uomo che vuole vivere, ma che ha dimenticato come si fa". Viene eletta come scena migliore del personaggio la lotta finale tra Joshua e Riggs nel primo film.

### Altri media
Il personaggio appare anche nella serie TV omonima interpretato da Clayne Crawford ma presenta alcune differenze con l'originale: non ha servito nei berretti verdi ma nei Navy SEAL e sa di aspettare un figlio dalla moglie che, dopo l'incidente, verrà dato per morto insieme a lei. Nel finale della seconda stagione Riggs viene ucciso dal fratellastro.